# Mark Saville
Pour les articles homonymes, voir Saville.
Mark Oliver Saville, baron Saville de Newdigate (né le 20 mars 1936) est un juge britannique et ancien juge de la Cour suprême du Royaume-Uni.

## Jeunesse
Saville est née le 20 mars 1936 de Kenneth Vivian Saville et Olivia Sarah Frances Gray, et fait ses études à Rye Grammar School,. Il fait son service national dans le Royal Sussex Regiment entre 1954 et 1956 avec le grade de sous-lieutenant. Il étudie au Brasenose College, Oxford, obtenant un diplôme avec des honneurs de première classe en droit (baccalauréat ès arts) et un baccalauréat en droit civil, et où il remporte la bourse d'études Vinerian. Il est appelé à la barre par le Middle Temple en 1962, devenant conseiller en 1983 et devient Conseiller de la reine en 1975. Il co-édite Essays in Honour of Sir Brian Neill: the Quintessential Judge avec Richard Susskind, ancien Gresham Professor of Law, et contribue au Civil Court Service 2007.

## Carrière judiciaire
Saville est nommé juge de la Haute Cour en 1985 et, comme le veut la tradition, est fait chevalier à cette époque. En 1994, il devient Lord Justice of Appeal, un juge de la Cour d'appel d'Angleterre et du pays de Galles et est nommé au Conseil privé. Le 28 juillet 1997, il remplace Lord Mustill comme Lord of Appeal in Ordinary, recevant une pairie à vie avec le titre de baron Saville de Newdigate, de Newdigate dans le comté de Surrey et siège en tant que crossbencher. Lui et neuf autres Lords of Appeal in Ordinary deviennent juges de la Cour suprême lors de la création de cet organe le 1er octobre 2009.
Entre 1994 et 1996, Saville préside un comité sur le droit de l'arbitrage qui conduit à la loi de 1996 sur l'arbitrage.
En 1997, Saville reçoit un Doctorat en droit honoraire de la London Guildhall University.
Depuis 2006, il occupe le poste de président de l'Académie des experts.

## Enquête du Bloody Sunday
Le 29 janvier 1998, il est nommé à la présidence de la deuxième enquête sur le dimanche sanglant, une enquête publique commandée par le Premier ministre Tony Blair sur le Bloody Sunday, un incident survenu en 1972 à Derry, en Irlande du Nord, lorsque 27 personnes sont abattues par des membres de le 1er Bataillon du British Parachute Regiment, faisant 14 morts. L'enquête précédente, le tribunal de Widgery, a été décrite par les nationalistes comme un blanchiment. Les autres membres du comité sont Edward Somers, ancien juge de la Cour d'appel de la Nouvelle-Zélande, et William Lloyd Hoyt, ancien juge en chef du Nouveau-Brunswick.
L'enquête provoque la controverse par les tentatives de forcer les journalistes Alex Thomson, Lena Ferguson et Toby Harnden à divulguer leurs sources, et pour sa durée de 12 ans. Son rapport est publié le 15 juin 2010 pour un coût de 195 millions de livres sterling . Le Premier ministre britannique David Cameron a reconnu, entre autres, que les parachutistes avaient tiré le premier coup de feu, avaient tiré sur des civils non armés en fuite, et tué par balle un homme déjà blessé. Il a ensuite présenté ses excuses au nom du gouvernement britannique .

## Vie privée
Lord Saville de Newdigate épouse Jill Gray en 1961, avec qui il a deux fils (William Christian Saville et Henry Saville). Il est membre du Garrick Club à Londres.